# Jaalen Jones
Jaalen Jones (ur. 24 sierpnia 1996) – amerykański lekkoatleta specjalizujący się w biegach sprinterskich. 
W 2013 w Doniecku został wicemistrzem świata juniorów młodszych  w sztafecie szwedzkiej oraz dotarł do półfinału biegu na 100 metrów. 
Rekord życiowy: 10,60 (13 kwietnia 2013, Mountain Brook).  

## Osiągnięcia
| Rok  | Impreza                               | Miejsce | Konkurencja        | Lokata     | Wynik   |
| ---- | ------------------------------------- | ------- | ------------------ | ---------- | ------- |
| 2013 | Mistrzostwa świata juniorów młodszych | Donieck | bieg na 100 metrów | półfinał   | 10,67   |
| 2013 | Mistrzostwa świata juniorów młodszych | Donieck | sztafeta szwedzka  | 2. miejsce | 1:50,14 |